# Associazione Sportiva e Comitato Olimpico Nazionale delle Tonga
L'Associazione Sportiva e Comitato Olimpico Nazionale delle Tonga (nota anche come Tonga Sports Association and National Olympic Committee in inglese) è un'organizzazione sportiva tongana, nata nel 1963 a Nukuʻalofa, Tonga.
Rappresenta questa nazione presso il Comitato Olimpico Internazionale (CIO) dal 1984 ed ha lo scopo di curare l'organizzazione ed il potenziamento dello sport nelle Tonga e, in particolare, la preparazione degli atleti tongani, per consentire loro la partecipazione ai Giochi olimpici. L'associazione, inoltre, fa parte dei Comitati Olimpici Nazionali d'Oceania.
L'attuale presidente dell'organizzazione è David Tevita Tupou, mentre la carica di segretario generale è occupata da Siosifa Takitoa Taumoepeau.